# Горан Марић (одбојкаш)
Горан Марић (Нови Сад, 2. новембар 1981) јесте српски одбојкаш.
Са одбојкашком репрезентацијом Југославије је освојио златну медаљу на Европском првенству 2001.
Био је члан Војводине, а са успехом је играо у Италији и Француској.